# Фостер, Марк (пловец)
Марк Эндрю Фостер (англ. Mark Andrew Foster; род. 12 мая 1970, Биллерикей, Эссекс) — британский пловец, неоднократный призер чемпионатов мира и Европы, шестикратный чемпион мира и 11-кратный чемпион Европы в коротких бассейнах. Участник пяти Олимпийских игр (1988, 1992, 1996, 2000, 2008). Специализировался в плавании на спринтерских дистанциях вольным стилем и баттерфляем.